# Чемпіонат світу з боротьби 2018
Чемпіонат світу з боротьби 2018 пройшов з 20 по 28 жовтня 2018 року в Будапешті (Угорщина).

## Командний залік
| Місце | Чоловіки, вільний стиль | Чоловіки, вільний стиль | Чоловіки, греко-римська | Чоловіки, греко-римська | Жінки, вільний стиль | Жінки, вільний стиль |
| Місце | Країна                  | Очки                    | Країна                  | Очки                    | Країна               | Очки                 |
| ----- | ----------------------- | ----------------------- | ----------------------- | ----------------------- | -------------------- | -------------------- |
| 1     | Росія                   | 178                     | Росія                   | 178                     | Японія               | 156                  |
| 2     | США                     | 150                     | Угорщина                | 83                      | КНР                  | 119                  |
| 3     | Грузія                  | 105                     | Туреччина               | 75                      | США                  | 103                  |
| 4     | Куба                    | 67                      | Азербайджан             | 60                      | Канада               | 89                   |
| 5     | Японія                  | 67                      | Сербія                  | 60                      | Монголія             | 71                   |
| 6     | Іран                    | 65                      | Вірменія                | 56                      | Україна              | 59                   |
| 7     | Монголія                | 57                      | Німеччина               | 49                      | Туреччина            | 55                   |
| 8     | Туреччина               | 53                      | КНР                     | 49                      | Індія                | 51                   |
| 9     | Азербайджан             | 44                      | Киргизстан              | 42                      | Болгарія             | 47                   |
| 10    | Білорусь                | 41                      | Україна                 | 39                      | Азербайджан          | 41                   |

## Медалісти

### Чоловіки, вільний стиль
| Дисципліна | Золото                           | Срібло                   | Бронза                          |
| ---------- | -------------------------------- | ------------------------ | ------------------------------- |
| 57 кг      | Заур Угуєв (RUS)                 | Нуріслам Санаєв (KAZ)    | Юкі Такахасі (JPN)              |
| 57 кг      | Заур Угуєв (RUS)                 | Нуріслам Санаєв (KAZ)    | Сулейман Атлі (TUR)             |
| 61 кг      | Йовліс Бонне (CUB)               | Гаджимурад Рашидов (RUS) | Джо Колон (USA)                 |
| 61 кг      | Йовліс Бонне (CUB)               | Гаджимурад Рашидов (RUS) | Туменбілегіїн Тувшінтулга (MNG) |
| 65 кг      | Такуто Отогуро (JPN)             | Баджранг Кумар (IND)     | Ахмед Чакаєв (RUS)              |
| 65 кг      | Такуто Отогуро (JPN)             | Баджранг Кумар (IND)     | Алехандро Вальдес (CUB)         |
| 70 кг      | Магомедрасул Газімагомедов (RUS) | Адам Батиров (BHR)       | Франклін Марен (CUB)            |
| 70 кг      | Магомедрасул Газімагомедов (RUS) | Адам Батиров (BHR)       | Зураб Якобішвілі (GEO)          |
| 74 кг      | Заурбек Сідаков (RUS)            | Автанділ Кенчадзе (GEO)  | Джордан Берроуз (USA)           |
| 74 кг      | Заурбек Сідаков (RUS)            | Автанділ Кенчадзе (GEO)  | Бекзод Абдурахмонов (UZB)       |
| 79 кг      | Кайл Дейк (USA)                  | Джабраїл Гасанов (AZE)   | Ахмед Гаджімагомедов (RUS)      |
| 79 кг      | Кайл Дейк (USA)                  | Джабраїл Гасанов (AZE)   | Алі Шабанов (BLR)               |
| 86 кг      | Девід Тейлор (USA)               | Фатіх Ердін (TUR)        | Таймураз Фрієв (ESP)            |
| 86 кг      | Девід Тейлор (USA)               | Фатіх Ердін (TUR)        | Хассан Яздані (IRI)             |
| 92 кг      | Джейден Кокс (USA)               | Іван Янковський (BLR)    | Мацумото Ацусі (JPN)            |
| 92 кг      | Джейден Кокс (USA)               | Іван Янковський (BLR)    | Аліреза Карімі (IRI)            |
| 97 кг      | Абдулрашид Садулаєв (RUS)        | Кайл Снайдер (USA)       | Абрахам Коньєдо (ITA)           |
| 97 кг      | Абдулрашид Садулаєв (RUS)        | Кайл Снайдер (USA)       | Елізбар Одікадзе (GEO)          |
| 125 кг     | Гено Петріашвілі (GEO)           | Ден Чживей (CHN)         | Нік Гваздовський (USA)          |
| 125 кг     | Гено Петріашвілі (GEO)           | Ден Чживей (CHN)         | Парвіз Хаді (IRI)               |

### Чоловіки, греко-римська
| Дисципліна | Золото                   | Срібло                    | Бронза                     |
| ---------- | ------------------------ | ------------------------- | -------------------------- |
| 55 кг      | Ельденіз Азізлі (AZE)    | Жоламан Шаршенбеков (KGZ) | Екрем Озтурк (TUR)         |
| 55 кг      | Ельденіз Азізлі (AZE)    | Жоламан Шаршенбеков (KGZ) | Нугзарі Цурцумія (GEO)     |
| 60 кг      | Сергій Ємелін (RUS)      | Віктор Чобану (MDA)       | Валіхан Сайліке (CHN)      |
| 60 кг      | Сергій Ємелін (RUS)      | Віктор Чобану (MDA)       | Айдос Султангалі (KAZ)     |
| 63 кг      | Степан Марянян (RUS)     | Ельмурат Тасмурадов (UZB) | Ленур Теміров (UKR)        |
| 63 кг      | Степан Марянян (RUS)     | Ельмурат Тасмурадов (UZB) | Рахман Біліджі (TUR)       |
| 67 кг      | Артем Сурков (RUS)       | Давор Штефанек (SRB)      | Мейржан Шермакханбет (KAZ) |
| 67 кг      | Артем Сурков (RUS)       | Давор Штефанек (SRB)      | Геворг Саакян (POL)        |
| 72 кг      | Френк Стаблер (GER)      | Балінт Корпаші (HUN)      | Аїк Мнацаканян (BUL)       |
| 72 кг      | Френк Стаблер (GER)      | Балінт Корпаші (HUN)      | Расул Чунаєв (AZE)         |
| 77 кг      | Олександр Чехіркін (RUS) | Тамаш Лерінц (HUN)        | Кім Хьон У (KOR)           |
| 77 кг      | Олександр Чехіркін (RUS) | Тамаш Лерінц (HUN)        | Віктор Немеш (SRB)         |
| 82 кг      | Петер Бачі (HUN)         | Емрах Куш (TUR)           | Максим Манукян (ARM)       |
| 82 кг      | Петер Бачі (HUN)         | Емрах Куш (TUR)           | Віктор Сосуновський (BLR)  |
| 87 кг      | Метехан Башар (TUR)      | Жан Беленюк (UKR)         | Артур Шагінян (ARM)        |
| 87 кг      | Метехан Башар (TUR)      | Жан Беленюк (UKR)         | Роберт Кобліашвілі (GEO)   |
| 97 кг      | Муса Євлоєв (RUS)        | Кіріл Мілов (BUL)         | Міхаїл Каджая (SRB)        |
| 97 кг      | Муса Євлоєв (RUS)        | Кіріл Мілов (BUL)         | Мехді Аліярі (IRI)         |
| 130 кг     | Сергій Семенов (RUS)     | Адам Кун (USA)            | Оскар Піно (CUB)           |
| 130 кг     | Сергій Семенов (RUS)     | Адам Кун (USA)            | Кім Мін Сок (KOR)          |

### Жінки, вільний стиль
| Дисципліна | Золото                  | Срібло                      | Бронза                   |
| ---------- | ----------------------- | --------------------------- | ------------------------ |
| 50 кг      | Юї Сусакі (JPN)         | Марія Стадник (AZE)         | Оксана Лівач (UKR)       |
| 50 кг      | Юї Сусакі (JPN)         | Марія Стадник (AZE)         | Сунь Янань (CHN)         |
| 53 кг      | Харуна Окуно (JPN)      | Сара Гільдебрандт (USA)     | Діана Вейкер (CAN)       |
| 53 кг      | Харуна Окуно (JPN)      | Сара Гільдебрандт (USA)     | Пан Цяньюй (CHN)         |
| 55 кг      | Маю Мукайда (JPN)       | Заліна Сідакова (BLR)       | Ліанна Монтеро (CUB)     |
| 55 кг      | Маю Мукайда (JPN)       | Заліна Сідакова (BLR)       | Чон Мьон Сук (PRK)       |
| 57 кг      | Рон Ніньнінь (CHN)      | Біляна Дудова (BUL)         | Емеше Барка (HUN)        |
| 57 кг      | Рон Ніньнінь (CHN)      | Біляна Дудова (BUL)         | Пуджа Дханда (IND)       |
| 59 кг      | Рісако Каваї (JPN)      | Еліф Жалі Ешильирмак (TUR)  | Пей Сінжу (CHN)          |
| 59 кг      | Рісако Каваї (JPN)      | Еліф Жалі Ешильирмак (TUR)  | Батаржавин Шоовдор (MGL) |
| 62 кг      | Тайбе Юсейн (BUL)       | Юкако Каваї (JPN)           | Юлія Ткач (UKR)          |
| 62 кг      | Тайбе Юсейн (BUL)       | Юкако Каваї (JPN)           | Меллорі Вельте (USA)     |
| 65 кг      | Петра Оллі (FIN)        | Даніель Лаппаж (CAN)        | Аяна Гемпей (JPN)        |
| 65 кг      | Петра Оллі (FIN)        | Даніель Лаппаж (CAN)        | Ірина Нетреба (AZE)      |
| 68 кг      | Алла Черкасова (UKR)    | Кумба Ларрок (FRA)          | Чжоу Фен (CHN)           |
| 68 кг      | Алла Черкасова (UKR)    | Кумба Ларрок (FRA)          | Таміра Менсах (USA)      |
| 72 кг      | Жустіна Ді Стасіо (CAN) | Очирбатин Насанбурмаа (MGL) | Мартіна Кюнц (AUT)       |
| 72 кг      | Жустіна Ді Стасіо (CAN) | Очирбатин Насанбурмаа (MGL) | Бусе Тосун (TUR)         |
| 76 кг      | Аделіна Грей (USA)      | Ясемін Адар (TUR)           | Хіроє Мінагава (JPN)     |
| 76 кг      | Аделіна Грей (USA)      | Ясемін Адар (TUR)           | Еріка Вібе (CAN)         |